# Romain II
Pour les articles homonymes, voir Romain.
Romain II (en grec : Ρωμανός Βʹ, Rōmanos II), né en 939 et mort le 15 mars 963, fils de Constantin VII et d'Hélène Lécapène, est un empereur byzantin ayant régné de 959 à 963.

## Biographie
Né dans la pourpre à l'instar de son père, les historiens affirment qu'il possède son charme et ses manières.
Il épouse d'abord en 944 Eudoxie (née en 929, morte en 949), qui semble être une des filles illégitimes d'Hugues d'Arles.
Veuf, il dédaigne la fiancée choisie par son père pour épouser la fille d'un aubergiste du Péloponnèse, Théophano Anastaso. Née en 941, celle-ci prend un important ascendant sur Romain II et commence son règne en écartant sa belle-mère, reléguée dans une aile du Grand Palais, et ses belles-sœurs, contraintes de prendre le voile.
Sous l'influence de sa femme, Romain II confie à Joseph Bringas les fonctions de chambellan, lui conférant ainsi le pouvoir de diriger les affaires.

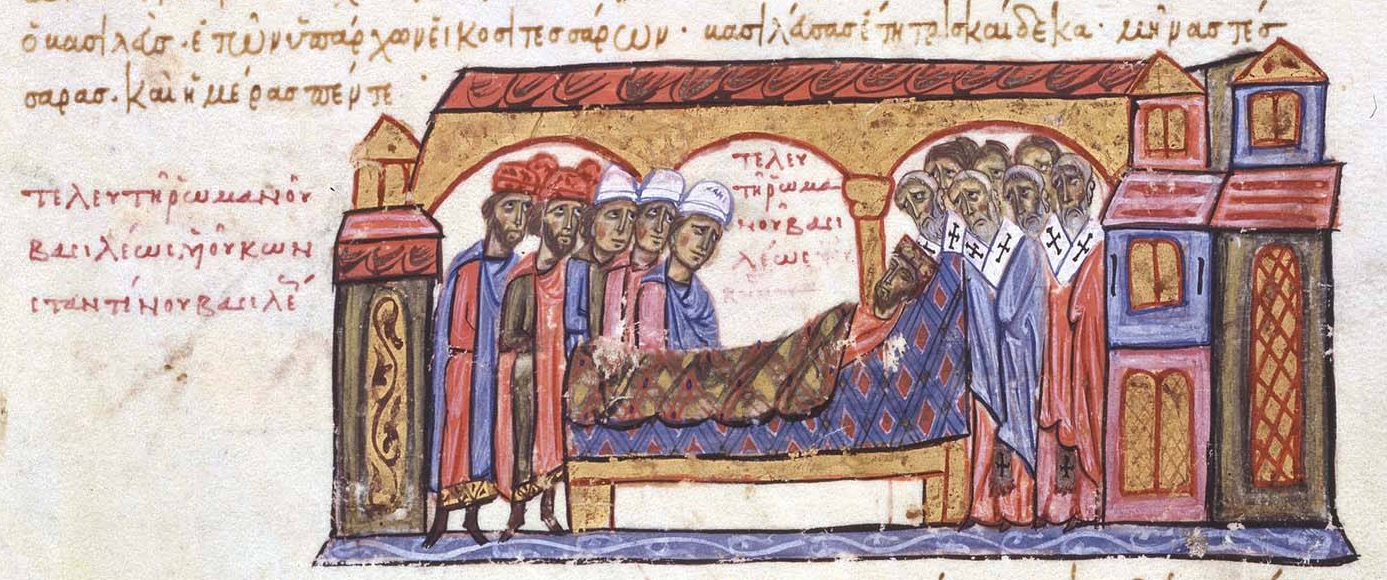
Mort de Romain II, manuscrit Skylitzès.

Dès son avènement le 9 novembre 959, il organise une ambitieuse expédition militaire en Crète à laquelle participent des mercenaires Russes et Varègues et dont il confie le commandement à Nicéphore Phocas, futur empereur Nicéphore II Phocas. La flotte byzantine prend la mer en juin 960 et les Byzantins occupent Héraklion le 7 mars 961.
Pendant ce temps, le général Léon Phocas, commandant de l'armée de l'Est, doit faire face à l'émir de Mossoul, Ali Sayf al-Dawla qui, en 944, s'est emparé d'Alep. En novembre 960, Léon Phocas parvient à décimer l'armée arabe en l'attirant dans un défilé rocheux et en la faisant écraser sous les rochers.
À partir de 962, l'armée byzantine, dirigée par les frères Phocas, reprend de nombreuses villes de Cilicie puis finalement Alep.
Romain II meurt subitement le 15 mars 963 à Constantinople et la rumeur accuse immédiatement, mais sans véritable preuve, l'impératrice Théophano de l'avoir empoisonné.

## Descendants
Il laisse trois enfants :
- Basile II (né vers 958 et mort en 1025) ;
- Constantin VIII (né en 960 et mort en 1028) ;
- Anna Porphyrogénète (née en 963 et morte en 1011), mariée à Vladimir Ier, grand-prince de Kiev, sans postérité.